# Рилла из Инглсайда
Рилла из Инглсайда — роман канадской писательницы Люси Мод Монтгомери, прославившейся своим романом «Аня из Зелёных Мезонинов». Является восьмой из серии и шестой, вышедшей из публикации.
Эта книга рассказывает о том, насколько человек может измениться из-за трудностей, которые встречаются на жизненном пути. Главная героиня книги — Рилла Блайт — дочь Ани. Война, которая настигла 15-летнюю девушку так внезапно, меняет её в лучшую сторону.

## Книги серии
Монтгомери заключила историю Энн Ширли в серии сиквелов. Они перечислены в порядке взросления Энн.
| # | Книга                        | Дата публикации | Возраст Ани Ширли |
| 1 | Аня из Зелёных крыш          | 1908            | 11 — 16           |
| 2 | Аня из Авонлея               | 1909            | 16 — 18           |
| 3 | Аня с острова Принца Эдуарда | 1915            | 18 — 22           |
| 4 | Аня из Шумящих Тополей       | 1936            | 22 — 25           |
| 5 | Анин Дом Мечты               | 1917            | 25 — 27           |
| 6 | Аня из Инглсайда             | 1939            | 34 — 40           |
| 7 | Аня и Долина Радуг           | 1919            | 40 — 42           |
| 8 | Рилла из Инглсайда           | 1921            | 48 — 52           |

| # | Книга                      | Дата публикации | Возраст Ани Ширли |
| — | Хроники Авонлеи            | 1912            | —                 |
| — | Дальнейшие Хроники Авонлеи | 1920            | —                 |
| — | Цитируя Блайтов            | 2009            | —                 |